# Hymenomima dogninana
Hymenomima dogninana är en fjärilsart som beskrevs av Dyar 1916. Hymenomima dogninana ingår i släktet Hymenomima och familjen mätare. Inga underarter finns listade i Catalogue of Life.